# センリョウ科
|  | アムボレラ目 スイレン目 アウストロバイレヤ目 センリョウ目 カネラ目 コショウ目 クスノキ目 モクレン目 ショウブ目 オモダカ目 ヤマノイモ目 タコノキ目 ユリ目 キジカクシ目 ダシポゴン科 ヤシ目 イネ目 ツユクサ目 ショウガ目 マツモ目 キンポウゲ目 アワブキ科 ヤマモガシ目 ツゲ目 ヤマグルマ目 グンネラ目 ハマビシ目 ニシキギ目 キントラノオ目 カタバミ目 マメ目 バラ目 ウリ目 ブナ目 フウロソウ目 フトモモ目 クロッソソマ目 ムクロジ目 フエルテア目 アブラナ目 アオイ目 ブドウ目 ユキノシタ目 ビワモドキ科 ベルベリドプシス目 ビャクダン目 ナデシコ目 ミズキ目 ツツジ目 ガリア目 リンドウ目 シソ目 ナス目 モチノキ目 セリ目 キク目 マツムシソウ目 |

センリョウ科 (センリョウか、学名: Chloranthaceae) は被子植物の科の1つである。本科のみでセンリョウ目 (センリョウもく、学名: Chloranthales) を構成する。多年草または常緑性の木本であり、葉は対生し、鋸歯をもつ (図1a)。花は両性または単性、極めて単純でふつう花被を欠く (図1b)。東アジアからポリネシア、マダガスカル島、中南米に分布し、センリョウ、ヒトリシズカ、フタリシズカなど、4属約75種が知られている。被子植物における初期分岐群の1つであり、白亜紀から化石記録が多い。
センリョウは冬に美しい果実をつけるため日本では庭木や正月の飾りなどに用いられ (図1a)、またチャランやフタリシズカ、ヒトリシズカ、Chloranthus sessilifolius なども観賞用に植栽される。Hedyosmum mexicanum の果実は食用とされ、またセンリョウやヒトリシズカなどは生薬とされることがある。

## 特徴
多年生の草本、または常緑性低木まれに高木 (下図2a, b)。一次維管束は筒状、ときに道管を欠く。道管が存在する場合、細く、散在し、道管要素の連結部は大きく斜めに傾き、階段穿孔をもつ。師管の色素体はS-type。節は1または3葉隙性、しばしば膨らむ。葉は対生し、単葉、葉縁には鋸歯があり、葉柄基部は葉鞘になって茎を囲むことがあり、また托葉がある (図2b, c)。気孔の形式は多様。精油細胞をもち、ときに粘液質の分泌道がある。プロアントシアニジン、フラボノールを欠く。
穂状花序は頂生または腋生し、これがときに二叉または三叉分枝する (下図3a, b)。花は両性 (センリョウ属、チャラン属)、あるいは単性で雌雄同株または雌雄異株 (ヘディオスマム属、アスカリナ属)。花は小さく (4 mm 以下)、左右相称、無柄、ふつう小さな苞に腋生する (下図3a, b)。ヘディオスマム属の雌花は3枚の合着した花被片をもつが、他は花被を欠く (ただしこの"花被"は苞とされることもある)。雄しべは1–3個 (1個が分岐したものとされることもある)、雌しべの子房の背軸側につき、葯は1–2室で縦裂する (下図3a, b)。小胞子形成は同時形。花粉は2細胞性、球形、発芽孔は不明瞭または1個。雌しべは1個、嚢状心皮、子房は1室、1個の直生胚珠が子房室上部の向軸側から下垂する。花柱は短く先端は切形または線形 (下図3a, b)。珠皮は2枚、厚層珠心。果実は核果、卵形から球形、外果皮は肉質、内果皮は硬化し、1個の種子を含む (下図3c)。種子は多量の内胚乳 (脂質及びおそらくデンプン) と小さな胚を含む。内胚乳形成は造壁型。染色体数は基本的に 2n = 16, 28, 30。
センリョウ属やチャラン属は、小型の昆虫によって花粉媒介されると考えられており、雄しべが白色や黄色で目立ち、香りを発し、少なくともセンリョウは蜜腺をもつことが報告されている。一方、ヘディオスマム属とアスカリナ属では花が地味であり、多量の花粉を放出し柱頭が大型であることから、風媒であると考えられている。また目立つ果実をもつ種では、鳥によって種子散布がされると推定されている。

## 分布
東アジアから南アジア、東南アジア、メラネシア、ポリネシアおよび中南米、マダガスカル島に分布する。

## 系統と分類
極めて単純で特異な花をもつことから、古くから独立の科として扱われていた。被子植物において単純な花が原始的であるとする仮説 (偽花説) では、センリョウ科は最も"原始的"なグループの1つであると考えられていた。また精油細胞をもつ点ではモクレン目など原始的と考えられていた木本植物と共通しており、このような特徴をもつセンリョウ科などの草本 (他にコショウ科やウマノスズクサ科など) は古草本類 (paleoherbs) とよばれていた。
新エングラー体系やクロンキスト体系では、同様に単純な花をもつコショウ科などと共にコショウ目に分類されていた。また独立のセンリョウ目とされることもあった。
その後、20世紀末以降の分子系統学的研究から、センリョウ科は被子植物の初期分岐群の1つであることが示されている。ただしその系統的位置は明瞭ではなく、単子葉類の姉妹群、マツモ目の姉妹群、ANA (アンボレラ目+スイレン目+アウストロバイレヤ目) を除く被子植物の姉妹群、などさまざまな解析結果が示されている。そのような中で、2020年現在ではセンリョウ科がモクレン類 (モクレン目+クスノキ目+カネラ目+コショウ目) の姉妹群であるとする仮説が示されることが多い (APG系統樹参照)。いずれにせよ明瞭にセンリョウ科に近縁なグループは見つかっておらず、センリョウ科はこれのみで独立の目 (センリョウ目) に分類されている。
化石記録は非常に古く、最初期の被子植物の中で最も普遍的に見られる。センリョウ科に関係すると考えられている化石記録は、前期白亜紀のバレミアン期にさかのぼる。
センリョウ科には、4属 (ヘディオスマム属、アスカリナ属、センリョウ属、チャラン属)、約75種が知られている (下表1)。主に木本性で単性花をつけるヘディオスマム属とアスカリナ属、主に草本性で両性花をつけるセンリョウ属とチャラン属がそれぞれ系統群をなすと考えられていたが、分子系統解析からは図4のような系統関係が示唆されている。
| 表1. センリョウ目の分類体系 - センリョウ目 Chloranthales Mart. (1835) - センリョウ科 Chloranthaceae R.Br. ex Sims (1820) - ヘディオスマム属 Hedyosmum Sw. (1788) (下図5a) 草本、低木または高木。花は単性で雌雄同株または雌雄異株。雄花は球果状の花序を形成し、総苞がある。雌花は花被 (苞?) で囲まれる。約45種が知られ、ほとんどがメキシコから南米に分布しているが、1種のみ中国南部から東南アジアに生育している。 - アスカリナ属 Ascarina J.R.Forst. & G.Forst. (1776) (下図5b) 低木から高木で高さ 2.5–24 m。花は単性で雌雄同株または雌雄異株。雄花は苞に腋生し、1–2(–5)個の雄しべからなる。約12種が知られ、マダガスカル島、フィリピン、ボルネオ島、スラウェシ島、メラネシア、ニュージーランドを含むポリネシアに分布している。 - センリョウ属 Sarcandra Gardner (1845) (下図5c) 低木。雄しべは2個が融合 (または1個)、2個の葯がついている。果実はふつう赤色まれに黒色、黄色。東アジアから東南アジア、南アジアに分布し、センリョウなど1–3種が知られる。 - チャラン属 (ヒトリシズカ属) Chloranthus Sw. (1787) (下図5d) 多年草、まれに低木。雄しべは3個が融合 (または1個が3裂) し、中央に2または0個、左右にそれぞれ1個の葯がついている。果実は白色から緑色。東アジアから東南アジア、南アジアに分布し、ヒトリシズカ、フタリシズカ、チャランなど約15種が知られる。 5a. Hedyosmum mexicanum5b. Ascarina lucida5c. センリョウ5d. フタリシズカ |

## ギャラリー

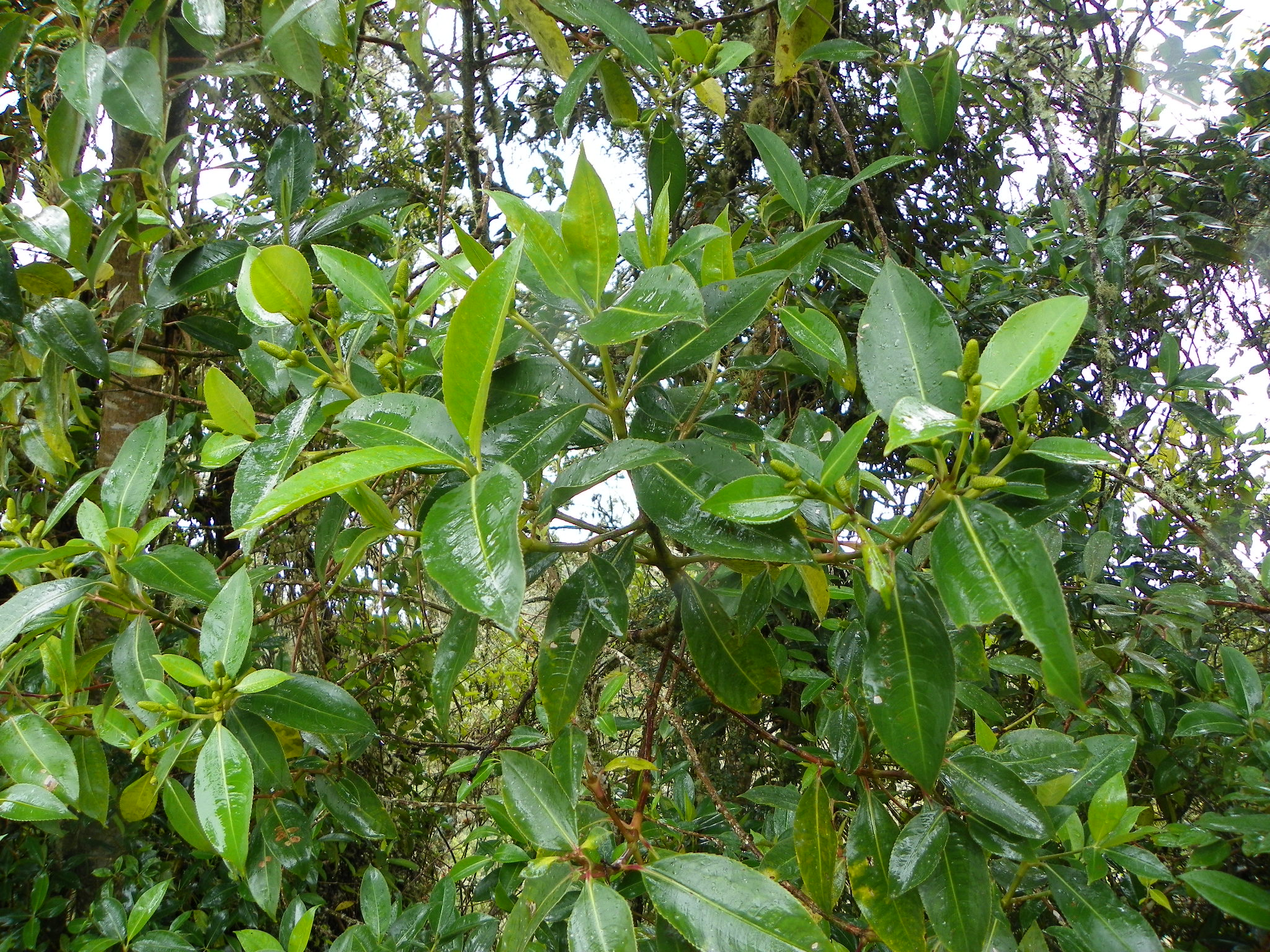
Hedyosmum racemosum
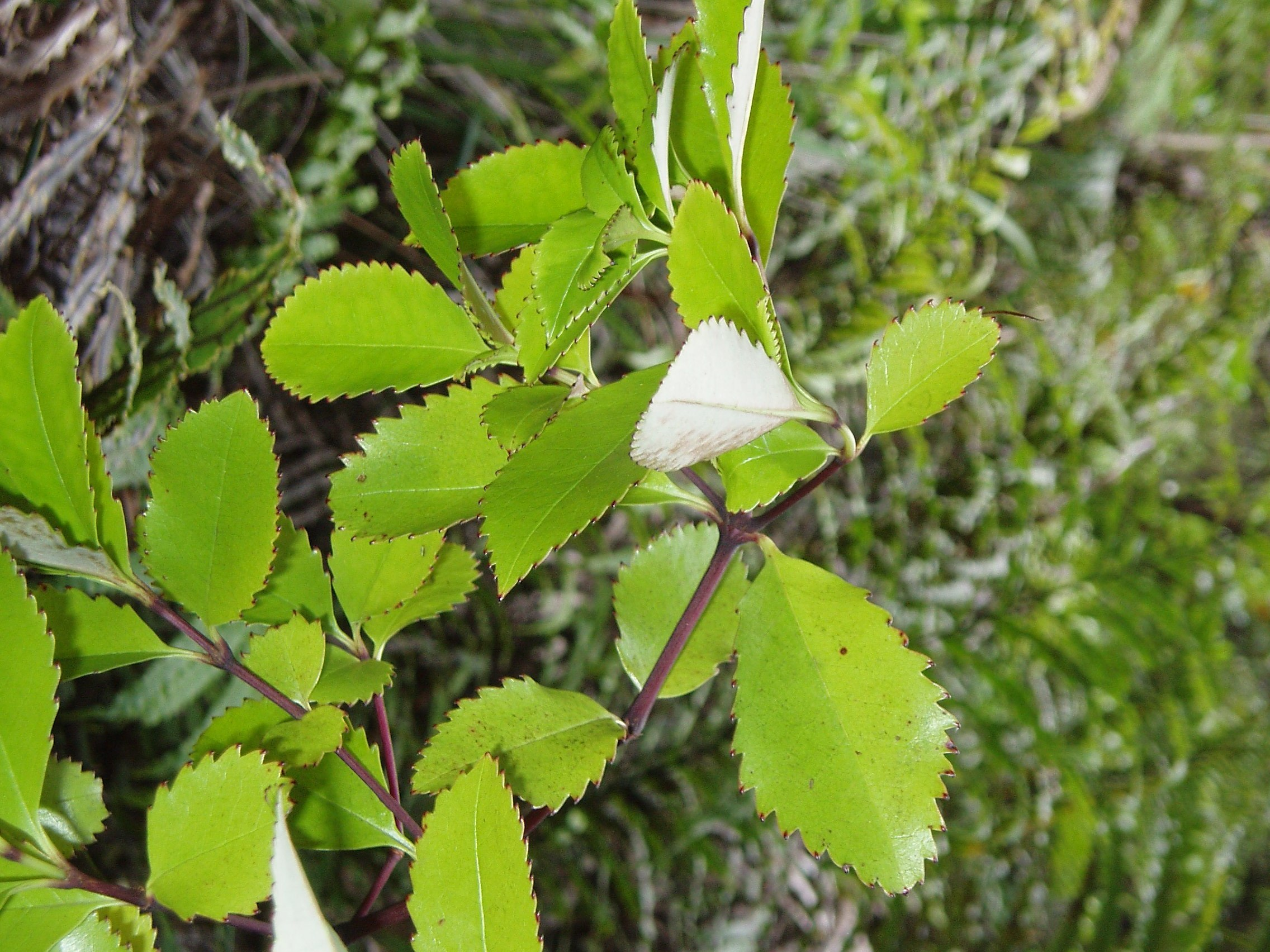
Ascarina lucida
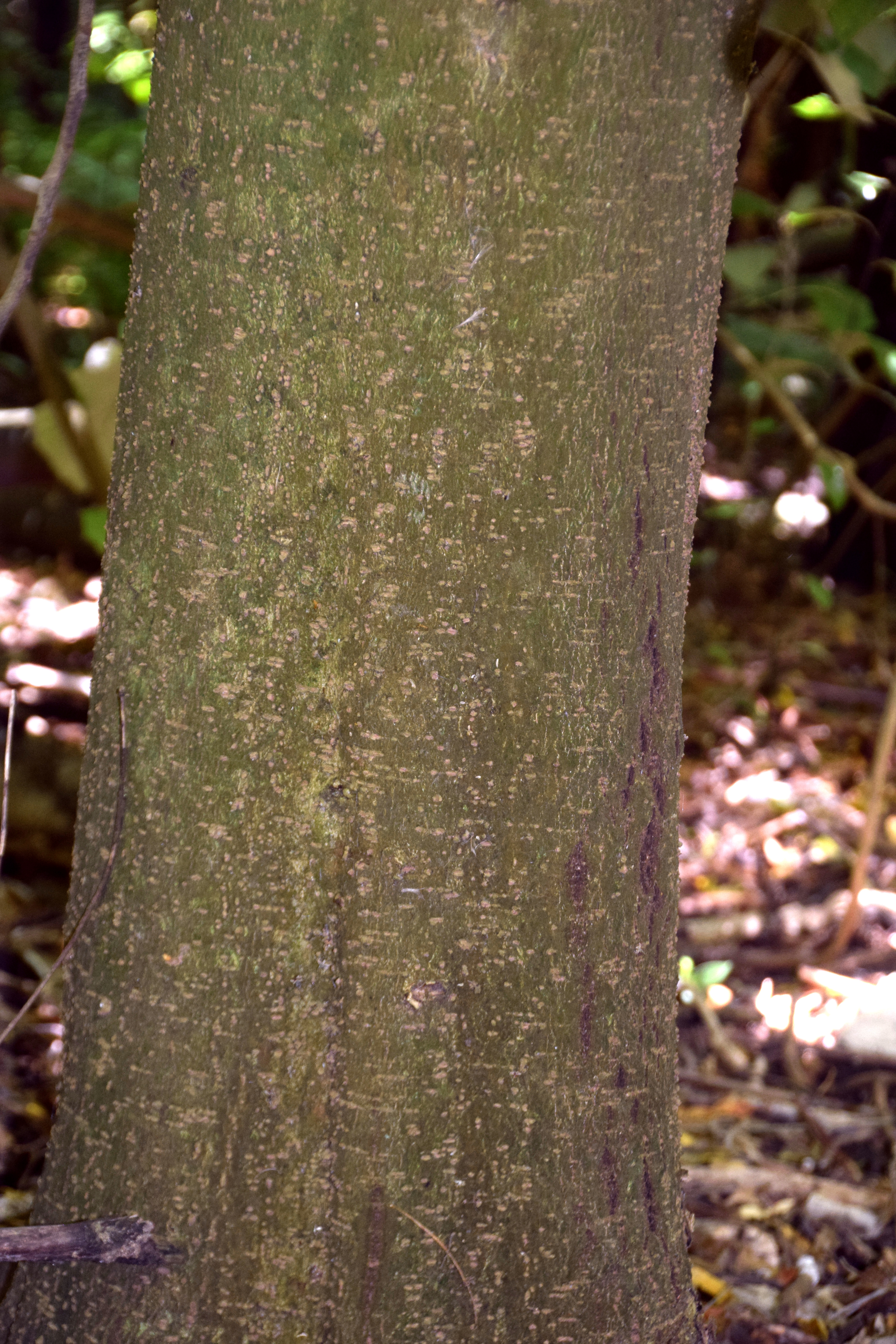
Ascarina lucida
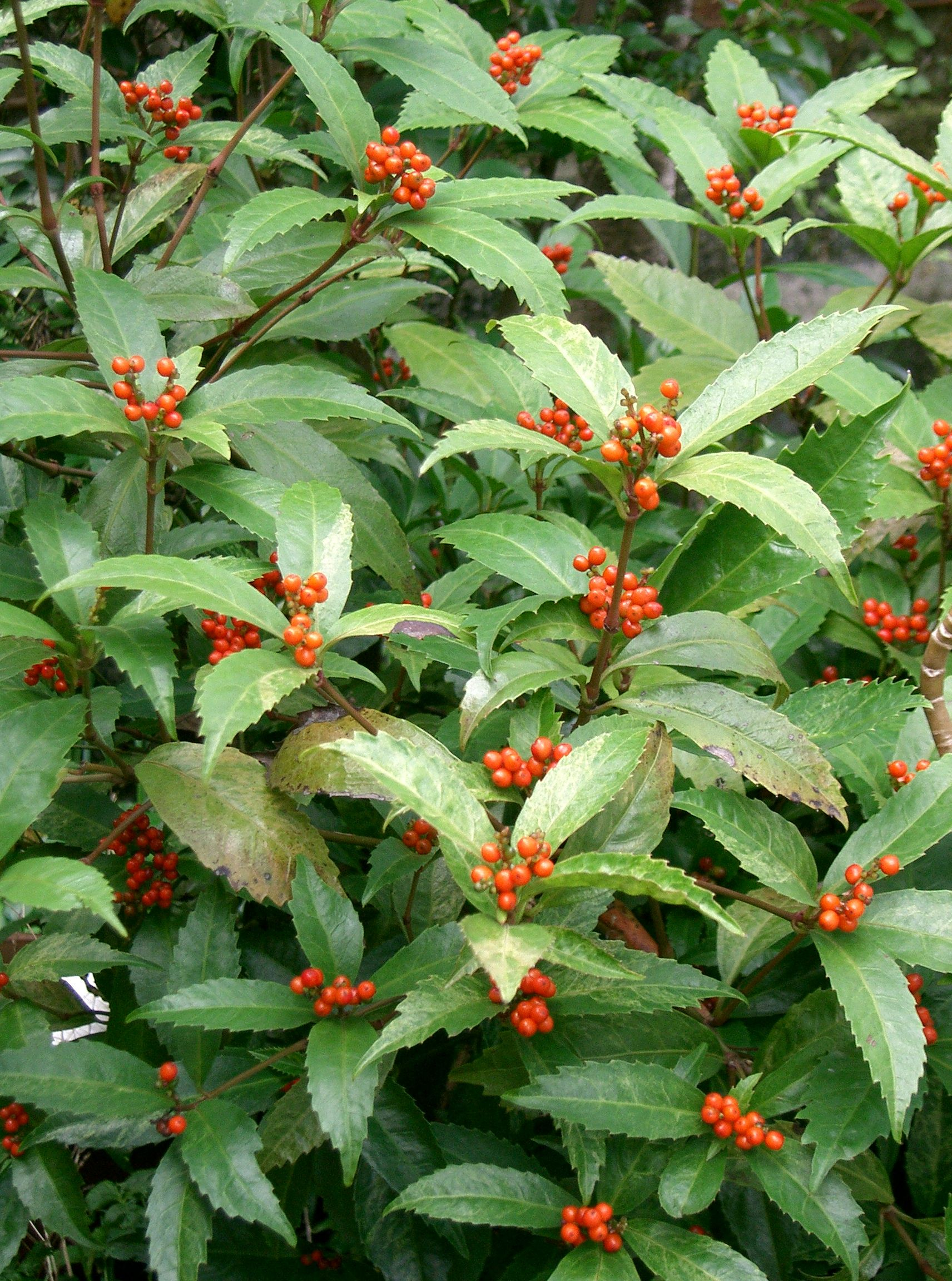
センリョウ
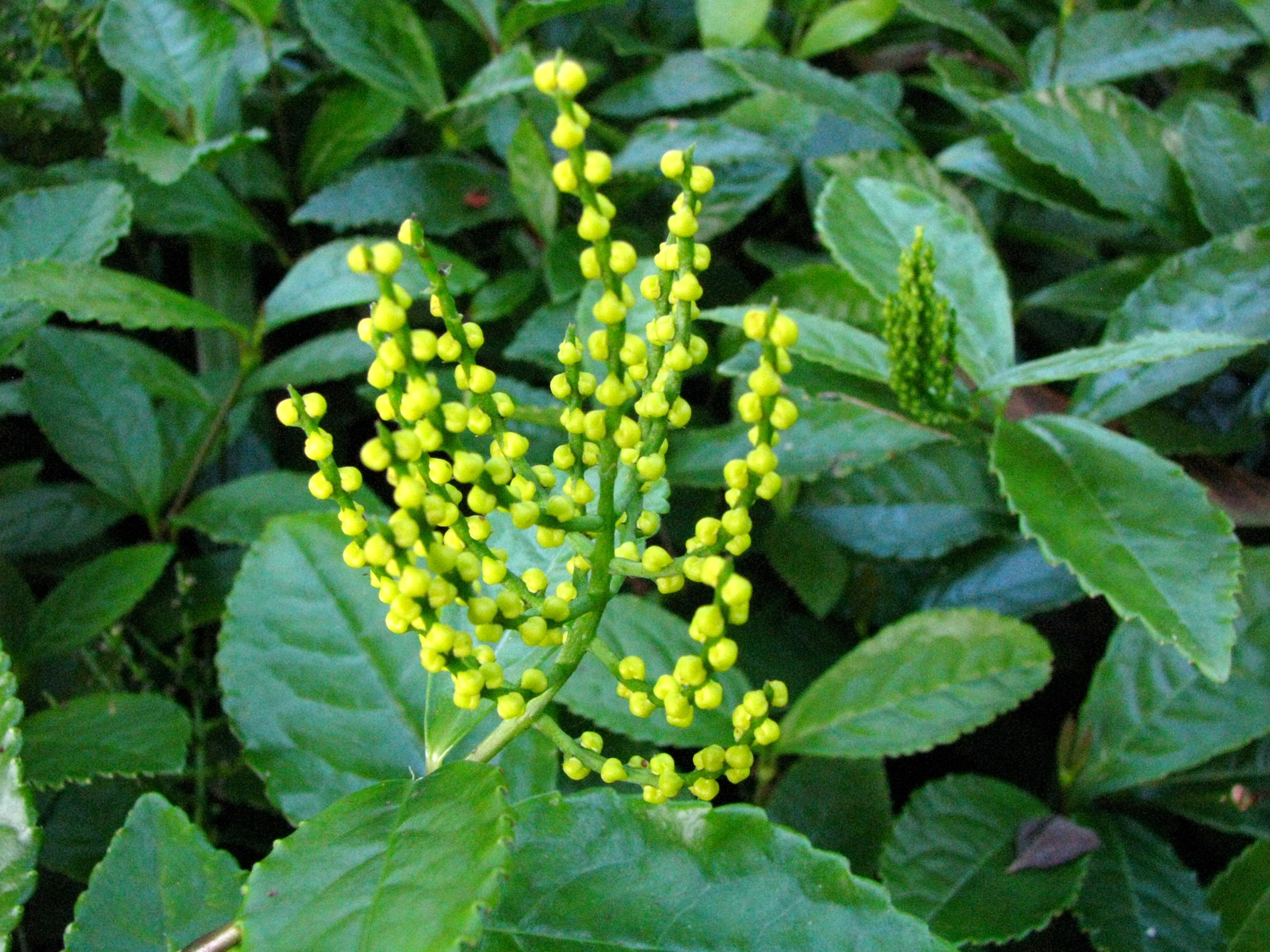
チャラン